# قسم قلعة بيابان الريفي (مقاطعة داراب)
قسم قلعة بيابان الريفي (بالفارسية: دهستان قلعه بیابان) هي منطقة سكنية تقع في إيران في قسم. يقدر عدد سكانها بـ 5,951 نسمة .